# Langford Peak
Der Langford Peak ist ein isolierter Berg im westantarktischen Marie-Byrd-Land. Er ragt 3 km westlich des unteren Abschnitts des Reedy-Gletschers und 8 km nordwestlich des Abbey-Nunataks auf. 
Der United States Geological Survey kartierte ihn anhand eigener Vermessungen und Luftaufnahmen der United States Navy aus den Jahren von 1960 bis 1963. Das Advisory Committee on Antarctic Names benannte ihn 1967 nach Lawrence G. Langford Jr., Bauarbeiter auf der Byrd-Station im antarktischen Winter 1967.